# Paul Lotz
Paul Lotz (ur. 2 października 1895 w Rammenau, zm. 23 października 1918) – as lotnictwa niemieckiego Luftstreitkräfte z 10 potwierdzonymi zwycięstwami w I wojnie światowej, pierwszy dowódca Jagdstaffel 44. 
Służył w Jagdstaffel 7 od października 1917 roku. Pierwsze zwycięstwo odniósł 18 października 1917 roku. Służył w eskadrze Jagdstaffel 7 do czerwca 1918 roku. 10 czerwca 1918 został mianowany dowódcą eskadry myśliwskiej Jagdstaffel 44. Dowodząc jednostką odniósł kolejne zwycięstwa powietrzne, ostatnie podwójne 5 października nad samolotami 56 eskadry RAF. Zginął w wypadku lotniczym 23 października 1918 roku. Został pochowany w Wiesbaden.